# Yüzbaşı
Yüzbaşı ist ein Ortsteil (Mahalle) im Landkreis Karataş der türkischen Provinz Adana mit 219 Einwohnern (Stand: Ende 2024). Im Jahr 2011 hatte der Ort Yüzbaşı 158 Einwohner.